# Marion Lüttge
Marion Lüttge, née Graefe le 25 novembre 1941 à Leipzig en Saxe, est une athlète allemande qui dans les années 1960 faisait partie pour la République démocratique allemande des meilleures lanceuses du javelot.

## Biographie
Marion Graefe était chimiste avant de se consacrer au sport. En 1963, elle s'est mariée avec le lanceur de marteau Friedrich Lüttge, le frère de la lanceuse de poids Johanna Lüttge.
Elle a été championne de RDA du lancer du javelot en 1962, 1963 et 1966. Elle a établi aussi trois records nationaux, le dernier le 2 septembre 1966avec une meilleure performance personnelle de 59.70 m lors des qualifications des championnats d'Europe de Budapest.

## Palmarès

### Championnats d'Europe d'athlétisme
- Championnats d'Europe d'athlétisme de 1962 à Belgrade ( Yougoslavie)
  - 10e au lancer du javelot
- Championnats d'Europe d'athlétisme de 1966 à Budapest ( Hongrie)
  -  Médaille d'or au lancer du javelot
- Championnats d'Europe d'athlétisme de 1969 à Athènes ( Royaume de Grèce)
  - 7e au lancer du javelot

## Sources
- (de) Cet article est partiellement ou en totalité issu de l’article de Wikipédia en allemand intitulé « Marion Lüttge » (voir la liste des auteurs).